# Neuer Weg 3 (Quedlinburg)

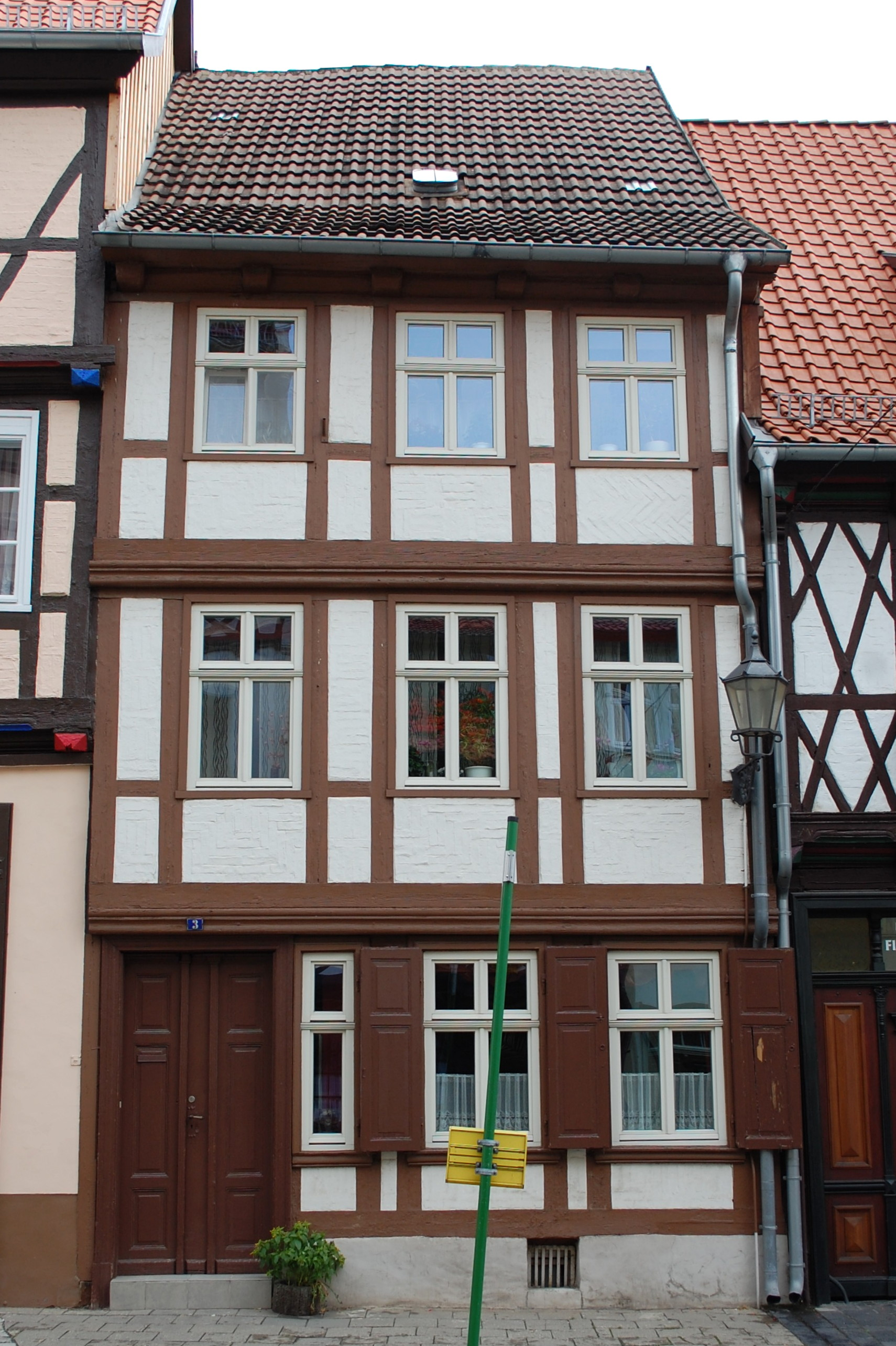
Haus Neuer Weg 3

Das Haus Neuer Weg 3 ist ein denkmalgeschütztes Gebäude in Quedlinburg in Sachsen-Anhalt.

## Lage
Das im Quedlinburger Denkmalverzeichnis als Wohnhaus eingetragene Gebäude befindet sich südlich der historischen Quedlinburger Altstadt. Nördlich grenzt das gleichfalls denkmalgeschützte Haus Neuer Weg 2, südlich das Haus Neuer Weg 4 an.

## Architektur und Geschichte
Das schmale dreistöckige Gebäude entstand in der Zeit um 1760 in Fachwerkbauweise. Die Fachwerkfassade des barocken Baus verfügt über Profilbohlen. Die Gefache sind mit Zierausmauerungen versehen. Im 19. Jahrhundert wurde das Untergeschoss umgebaut. In dieser Zeit wurden dort auch die Fenster verändert.